# Kutina
Kutina je grad u Hrvatskoj.

## Gradska naselja
Grad se sastoji od 23 naselja: Banova Jaruga, Batina, Brinjani, Čaire, Gojlo, Husain, Ilova, Jamarica, Janja Lipa, Katoličke Čaire, Kletište, Krajiška Kutinica, Kutina, Kutinica, Kutinska Slatina, Međurić, Mikleuška, Mišinka, Repušnica, Selište, Stupovača, Šartovac i Zbjegovača.  Radničko naselje.

## Zemljopis
- šire područje: 24.597
- promet: autocesta Zagreb – Lipovac, pruga Zagreb – Vinkovci
- položaj: z.š. 45° 28' 54, z.d. 16° 46' 58,
- nadmorska visina: 98 m – 149 m
- klima: kontinentalna

Kutina je grad udaljen 70 kilometara od Zagreba smješten na južnim obroncima vinogradima obrasle šumovite Moslavačke gore i na samom rubu Lonjskog polja, jednog od najvećih močvarnih područja u ovom dijelu Europe.
S 15.000 stanovnika Kutina je najveći moslavački poslovni, trgovački i administrativni centar sa sjedištem mnogih županijskih službi i najvećih moslavačkih poduzeća.
Kutinu često nazivaju i zelenim gradom, zahvaljujući brojnom drveću, uređenim grmovima, živicama i parkovima. Ponos grada su crkva Majke Božije Snježne, stoljetni park kestenova u starom centru i prekrasna kuća obitelji Pazdera s okućnicom u najprometnijem dijelu grada. Šumice uz potoke su sastavni dio grada i mjesto igre mnogobrojne djece.
Prometno je Kutina povoljno smještena uz autocestu Zagreb – Lipovac, na koju se spaja i magistralni pravac prema Garešnici, Daruvaru, Bjelovaru i Virovitici.
Veliki broj turista iz Mađarske prolazi kroz Kutinu u proputovanju.
Željeznička pruga Paneuropski Koridor 10 od Zagreba prema Vinkovcima i Beogradu prolazi kroz Kutinu, a dokaz da je Kutina i u davna vremena bila križanje puteva bilo je i rimsko naselje za koje se pretpostavlja da je bilo u rimskim ispravama spominjani Varianis. Ostaci naselja nalaze se u zapadnom dijelu Kutine na Kutinskoj Lipi.
Prema jednom tumačenju Moslavina je preuzeti rimski naziv za rimljanskim vinogradima obrastao Mons Claudius.

## Stanovništvo
Danas u samom gradu živi 13.735 stanovnika (2011.), a na širem području 22.760. Broj stanovnika je narastao od oko 5000 koliko je Kutina imala 1953. do najviše 14 992 koliko je imala 1991. Od ostalih naselja u gradskom području najveća su Repušnica (oko 2000 st.) i Husain (oko 1000 st.) te Brunkovac kao gradska četvrt s oko 2500 stanovnika.
U stanovništvu je zastupljeno nekoliko nacionalnih manjina:
Srbi – 1490
Romi – 340
Česi – 314
Albanci – 112
Slovaci – 79
Bošnjaci – 73
| broj stanovnika | 7177  | 7067  | 7795  | 9008  | 11119 | 12866 | 13380 | 14991 | 16597 | 17242 | 18804 | 21128 | 23202 | 24829 | 24597 | 22760 | 19601 |
|                 | 1857. | 1869. | 1880. | 1890. | 1900. | 1910. | 1921. | 1931. | 1948. | 1953. | 1961. | 1971. | 1981. | 1991. | 2001. | 2011. | 2021. |

| broj stanovnika | 1312  | 1393  | 1558  | 1644  | 2074  | 3000  | 3069  | 3540  | 4631  | 5222  | 7103  | 10997 | 13209 | 14992 | 14814 | 13735 | 12012 |
|                 | 1857. | 1869. | 1880. | 1890. | 1900. | 1910. | 1921. | 1931. | 1948. | 1953. | 1961. | 1971. | 1981. | 1991. | 2001. | 2011. | 2021. |

## Uprava
Gradska uprava sastoji se od sljedećih odjela:
- Služba za opće poslove
- Upravni odjel za gospodarstvo, poduzetništvo i razvoj
- Upravni odjel za komunalni sustav, građenje i zaštitu okoliša
- Upravni odjel za financije
- Upravni odjel za prostorno uređenje i graditeljstvo
- Upravni odjel za društvene djelatnosti, socijalnu skrb i civilno društvo

Gradonačelnik je Zlatko Babić (nezavisni).
Gradsko vijeće čini 15 vijećnika. Predsjednik je Domagoj Pleše (HDZ),
Grad je osnovao i svoje ustanove: Pučko otvoreno učilište, Muzej Moslavine Kutina, Športski centar, Dječji vrtić Kutina, Knjižnica i čitaonica Kutina.
Grad je djelomični ili potpuni vlasnik poduzeća: Moslavina d.o.o., Komunalni servisi d.o.o., Eko Moslavina d.o.o. Za područje grada osnovana je Turistička zajednica Grada Kutine, te Razvojna agencija MRAV.
Vatrogasna zajednica grada Kutine krovna je vatrogasna organizacija na području grada, objedinjuje rad 20 dobrovoljnih vatrogasnih društava, jednog industrijskog dobrovoljnog vatrogasnog društva, jedne industrijske profesionalne vatrogasne postrojbe i jedne javne vatrogasne postrojbe.

## Povijest
Ime Kutina se prvi put spominje 10. studenoga 1256. godine u Povelji ugarsko - hrvatskoga kralja Bele IV. Tom se poveljom uređuju međaši posjeda šomođskog župana Henrika s jedne strane i posjeda jobagiona upravne župe Garić s druge strane. O međašima između garićke i gračeničke upravne župe kaže se tom zgodom da idu do velike ceste, zatim do stare zajedničke međe između gračeničke i garićke župe pa prešavši cestu silaze dolinom od zapada u Kutinu ("ibique transeundo viam per vnam vallem ex parte occidentis descendit in Cotynnam").
Kutina (KOTINNA) se prvi put spominje kao župa 1334. godine s crkvom Svih Svetih, a drugi put 1488. godine s crkvom Sv.Katarine. U dokumentima zagrebačkog Kaptola od 14. kolovoza 1363. godine naći će se čak tri Kutine: Gornja, Donja, Velika.
Kutina se kao naselje spominje i više puta kasnije: 1364., 1400., 1424., 1464., 1487., a pisari je zapisuju kao: Kothennya, Kotenya, Katynna.
U XII., XIII. i XIV. stoljeću Kutina je bila sastavni dio Gračeničke županije. Gospodari Kutine u to doba bili su obitelji Rohović (Rohfy), Večerin, Geletić, plemići Bršljanovački, Roh de Decse, Bakač, Auch te Čupore Moslavačke. Nakon njih je Kutina kao i cijela Moslavina vezana uz obitelj Szecsen i Erdődy čiji je dvorac u Kutini danas Muzej Moslavine. Spomenute obitelji dale su glasovita imena hrvatskoj povijesti. Jedno od njih je i Demetrije II. Čupor Moslavački, postavljen 1446. godine za biskupa u staroj hrvatskoj biskupiji u Kninu. Njemu Kutina zahvaljuje i svoj današnji grb, na njegovoj plavoj podlozi je zlatom obrubljeni kosi kvadrat u kojemu se nalaze (4x4) crvene i srebrne kocke u 4 reda. Na vrhu kvadrata sjedi ptica svraka koja simbolizira stremljenje bogatstvu. Tijekom više stoljeća Čupori su svoje zemlje poklanjali pustinjačkom redu Pavlina, koji je ostavio značajan trag u moslavačkoj kulturi.
U pogledu političke uprave Kutina postaje 1745. kotar i pridružuje se požeškoj županiji do 1886., zatim bjelovarsko-križevačkoj županiji, 1924. osječkoj oblasti, 1931. banovini savskoj,
dok je danas u sastavu Sisačko-moslavačke županije.
Sredinom 18. stoljeća Kutina dobiva prvog učitelja, a 1789. sagrađena je i 1. škola. 
Na molbu Erdődya car Ferdinand IV. proglašava Kutinu trgovištem 3. ožujka 1837. godine 
što dokazuje i sačuvani original Povelje.
U to vrijeme Kutina ima kirurga i ljekarnu. 1850. godine u Kutini počinje raditi pošta. Moslavačka vina 1857. god. pojavljuju se na međunarodnoj izložbi u Beču. Telefon je u Kutinu uveden 1895. a željeznica je izgrađena 1897. godine.
Godine 1886. izbio je na trgu u Kutini požar razarajućih razmjera. S obzirom na veliki broj drvenih kuća, većina ih je stradala, kao i današnji Muzej Moslavine. Tom je prilikom stradala i kapela Franje Ksaverskog. Na njezinu mjestu (u današnjem parku) podigao je dr. Gustav Baron kameno raspelo koje je 1956. g. premješteno u blizinu crkve.
Odvjetnik Hoholač 1901. godine financira uređenje parka na glavnom gradskom trgu koji i danas ukrašava grad.
U Domovinskom ratu veliku je ulogu u obrani Kutine odigralo oslobađanje Bujavice 14. listopada 1991., jer je s te važne kote srpskih agresor topništvom i minobacačima kontrolirao širu okolicu. Oslobađanju su pridonijeli pripadnici 56. bojne iz Kutine, pričuvne policije i 2. bojne 105. brigade ZNG-a iz Čazme.
Srbi su se za pritisak na Hrvatsku služili strategijom realne prijetnje. Prijetili su gađanjem petrokemijskih postrojenja u Kutini prilagođenim raketama, tako da bi onda iz njih izašao ubojiti oblak amonijaka. Prijetnje su bile osobito izražene tijekom jeseni 1991. i od kraja 1995. godine, nakon niza srpskih vojnih poraza.
Povodom 750-te obljetnice od prvog pisanog spomena imena Kutine, u prostoru stare gradske jezgre, na Trgu kralja Tomislava, postavljena je skulptura «Vila kutinska». Ona je kao živi organizam u vremenu i prostoru koja posjeduje socijalnu i simboličku komunikaciju. Skulpturu je oblikovao 2006. godine akademski kipar Ivan Branko Imrović.

## Gospodarstvo
Najznačajnija poduzeća u gradu su:
- Petrokemija d.d. tvornica mineralnih gnojiva,
- SELK d.d. tvornica elektronskih dijelova,
- Messer Tehnoplin Croatia,
- ALMOS (aluminij Moslavina)
- Turbomehanika
- Ziegler d.o.o.
- Montažer-Smola d.o.o.

niz manjih i srednjih poduzeća dopunjavaju gospodarsku sliku grada. Kutinska poduzeća vrlo značajno doprinose popravljanju slike, posebno izvozničke slike gospodarstva sisačko-moslavačke županije.

## Turizam
Od turističkih zanimljivosti Kutina nudi stariju gradsku jezgru oko Crkvene ulice gdje nad gradom dominira prekrasna vrlo bogato ukrašena kasnobarokna crkva Majke Božje Snježne iz 18. stoljeća. Svoj profesorski staž poznati pisac za djecu Mato Lovrak započeo je upravo u Kutini u školi nedaleko crkve u kojoj se i danas odvija nastava, a škola nosi naziv OŠ Mate Lovraka.

Niz zanimljivosti Crkvene ulice nastavlja jedinstvena dobro očuvana i djelomično obnovljena cjelina od pet drvenih kuća tradicionalne moslavačke drvene arhitekture (tri trijema i dvije prizemnice) među kojima je sagrađena i zvjezdarnica u kojoj svoje prostorije ima Astronomsko društvo Ivan Štefek. Drvene kuće nastale su krajem 19. i početkom 20. stoljeća i preživjele su modernizaciju stanovanja u kojoj je nestao nekadašnji izgled Crkvene ulice u kojoj su dominirale drvene kuće.

Na samom podnožju Crkvene ulice stoljetni je park divljeg kestena na Trgu kralja Tomislava, a na njegovoj sjeverozapadnoj strani nalazi se najstarija očuvana zgrada. To je kurija vlastelinske obitelji Erdödy, koja je svoj dvorac imala u Popovači. Od 1960. godine to je sjedište Muzeja revolucije, danas Muzeja Moslavine. Nešto niže – južnije je nekadašnja kuća obitelji Ausch u kojoj je sada Galerija Muzeja Moslavine.

Na samom istočnom ulazu na Trg kralja Tomislava nalazi se stari cigleni most sagrađen sredinom 20. stoljeća i obnavljan 2002./2003. nakon urušavanja dijela ciglene ograde. S jugozapadne strane mosta zanimljiva je netipična kuća i okućnica obitelji Pazdera. Kuća ima graditeljske elemente sjevernijih zemalja, ali svojim starinskim izgledom i uređenošću okućnice plijeni pažnju prolaznika.
Glavnina turističkog potencijala Kutine leži u činjenici da ima okolicu bogatu arheološkim nalazištima iz petpovijesti (ostaci Vučedolske kulture), antike (rimska naselja), srednjega vijeka (Garić grad, Jelen grad, Bela crkva – ostaci pavlinskog samostana na Moslavačkoj gori...), te u odličnom zemljopisnom okruženju. "Pod" Kutinom na jugu je Park prirode Lonjsko polje, a obronci na kojem je Kutina dio su sustava Moslavačke gore koji su već u antici bili posađeni vinovom lozom. Danas je tamo Moslavačka vinska cesta. Moslavačka gora velikim dijelom je Regionalni park, a svojim geološkim zanimljivostima vrlo je privlačna za stručnu i laičku javnost.
Kutina ima hotel s tri zvjezdice – Hotel Kutina, a u Kutini i okolici ima niz privatnih iznajmljivača koji nude uslugu smještaja.

## Poznate osobe
- Simo Mraović, hrvatski pisac

- Marijana Petir, hrvatska političarka

- Dubravka Ugrešić, hrvatska književnica, esejistica i prevoditeljica.
- Judita Franković
- Ivana Parađiković

## Spomenici i znamenitosti
Crkva sv. Marije Snježne, spomenik 1. kategorije i najraskošniji objekt kasnobaroknog sakralnog umjetničkog naslijeđa u Hrvatskoj.
Trijemovi (čardaci), stare drvene tradicijske kuće u Crkvenoj ulici, koje se polako uređuju i dobivaju nove sadržaje nadopunjuju vizure Crkvene ulice, jedne od najstarijih ulica u Kutini u kojoj je i preko 2 stoljeća stara pučka škola OŠ Mate Lovraka.
Muzej je smješten u kuriju stare moćne feudalne obitelji Erdödy iz 18. stoljeća, a Galerija Muzeja Moslavine u historicističku kuću nekadašnje obitelji Ausch.
S obzirom na to da je Kutinu početkom 20. stoljeća poharao razoran požar, malo je starih građevina ostalo netaknuto. I 45 godina socijalizma koji nije puno mario za feudalno ili tradicionalističko kulturno naslijeđe ostavilo je traga, jer mnoga pročelja kuća koja su u to vrijeme doživjela obnovu ostala su bez svojih stilskih obilježja.
Za očuvanje kurije Erdödy u kojoj je danas Muzej Moslavine zaslužan je poznati političar Slavko Degoricija, koji je 1960. osnivanjem Muzeja revolucije u Kutini i smještanjem postava upravo u staru kuriju preduhitrio "ideje" lokalnih moćnika toga doba da bi trebalo "staviti par štapina dinamita i dignuti u zrak taj spomenik feudalizma".[nedostaje izvor]

## Obrazovanje
U Kutini i na njenom administrativnom području postoji pet osnovnih škola s područnim odjelima, te dvije srednje škole:
- OŠ Stjepan Kefelja
- OŠ Mate Lovraka
- OŠ Vladimira Vidrića
- OŠ Zvonimir Frank
- OŠ Banova Jaruga
- Tehnička škola Kutina
- Srednja škola Tina Ujevića

## Kultura
Za gradsku kulturu prvenstveno brinu Pučko otvoreno učilište Kutina, Knjižnica i čitaonica Kutina i Muzej Moslavine Kutina. Pored njihovih obrazovnih, kulturnih i istraživačkih djelatnosti značajne su aktivnosti udruga:
- Kulturno-umjetničko društvo Moslavina Kutina ,https://www.facebook.com/KUD-Moslavina-Kutina-112120922271832/ Husain, Seljačka sloga, Repušnica, Ilova, zatim Matica Slovačka
- Gradski puhački orkestar Krešimir i mažoretkinje
- Matica hrvatska ogranak Kutina – izdavačka, povijesno-istraživačka
- Oko društva (organizacija mladih)
- Baraka (klub mladih)
- Radio Moslavina[9]

## Šport

### Nogomet
- NK Moslavina Kutina
- NK Matija Gubec Kutina
- NK Metalac Međurić
- NK Vatrogasac Husain
- NK Lokomotiva Kutina
- ŠNK Dinamo Jamarice
- NK Dinamo Kutina
- NK Strijelac Banova Jaruga
- NK Garić Ilova
- NK Šartovac Šartovac
- NK Mladost Repušnica
- MNK Kutina

### Rukomet
- RK Moslavina Kutina
- ŽRK Moslavina Kutina

### Ostalo
- KK "Moslavina" Kutina
- ŠRD Linjak Banova Jaruga
- ŠRK Amur-Petrokemija Kutina
- Kick-boxing klub Kutina
- Kuglački klub Kutina
- Atletski klub Moslavina Kutina
- Kyokushin karate klub Moslavina Kutina
- Atletski klub osoba s invaliditetom " Odisej" Kutina
- Streličarski klub "KOROS" Kutina  Arhivirana inačica izvorne stranice od 14. srpnja 2015. (Wayback Machine)

Cestovna utrka Kutina – Voloder „Voloderska jesen“ ustanovljena je 1980.

Kickboxing turnir Kutina Open održava se od 1999.

Malonogometni turnir Kutina održava se od 1984.

## Izviđači
Odred izviđača "Betlehem" Kutina  Arhivirana inačica izvorne stranice od 30. prosinca 2018. (Wayback Machine)

## Vanjske poveznice
- Službene stranice grada Kutine
- Turistička zajednica grada Kutine
- KUD Moslavina Kutina
- KutINa - Jedini nezavisni portal grada Kutine